# Chouilly
Chouilly é um pequeno município do departamento de Marne, na região de Grande Leste, no norte da França.

## Geografia
O município de Chouilly se encontra rodeado por Ay ao norte, Mareuil-sur-Ay ao nordeste, Oiry ao leste, Les Istres-et-Bury e Flavigny ao sudeste, Avize e Craman ao sul, Cuis e Chavot-Courtcourt ao sudoeste, Pierry e Épernay ao oeste e Magenta e Dizy ao noroeste.